# Seznam ameriških igralcev (G)
Martin Gabel - Seth Gabel - Clark Gable - Mo Gaffney - Kevin Gage - Helen Gahagan - James Gaines - M. C. Gainey - Johnny Galecki - Gallagher and Shean - David Gallagher - Megan Gallagher - Peter Gallagher - Zach Galligan - Kyle Gallner - Carla Gallo - Don Galloway - James Gammon - James Gandolfini - Tony Ganios - Richard Gant - Robert Gant - Terri Garber - Aimee Garcia - Joanna Garcia - Jorge Garcia - Vincent Gardenia - Ava Gardner - Catherine Gardner - John Garfield - Judy Garland - Ralph Garman - James Garner - James Gandolfini - Jennifer Garner - Kelli Garner - Paul Garner - Peggy Ann Garner - Teri Garr - Betty Garrett - Brad Garrett - Leif Garrett - Patsy Garrett - Richard Garrick - David Garrison - Lorraine Gary - Gene Gauntier - Marcia Mitzman Gaven - John Gavin - Nona Gaye - Rebecca Gayheart - George Gaynes - Janet Gaynor - Mitzi Gaynor - Ben Gazzara - Michael Gazzo - Karl Geary - Jason Gedrick - Sarah Michelle Gellar - Anthony George - Christopher George - Gladys George - Gil Gerard - Ashlyn Gere - Richard Gere - Galen Gering - Greg Germann - Christopher Gerse - Gina Gershon - Jami Gertz - Leo Geter - Malcolm Gets - Balthazar Getty - Estelle Getty - Ileen Getz - Alice Ghostley - Paul Giamatti - Cynthia Gibb - Donald Gibb - Henry Gibson - Hoot Gibson - Mel Gibson - Thomas Gibson - Kelli Giddish - Kathie Lee Gifford - Gilbert Price - Billy Gilbert - John Gilbert (igralec) - Kent Gilbert - Melissa Gilbert - Jack Gilford - William Gillette - John Gilmore (scenarist) - Jack Ging - Robert Ginty - Paul Giovanni - Joy Giovanni - Carmine Giovinazzo - Dorothy Gish - Lillian Gish (1893–1993) - Jonah Glasgow - Phillip Glasser - Stephanie Glasson - Summer Glau - Jackie Gleason - James Gleason - Paul Gleason - Vanessa Gleason - Scott Glenn - Sharon Gless - Bruce Glover - Crispin Glover - Danny Glover - John Glover (igralec) - George Gobel - Mark Goddard - Paulette Goddard - Norris Goff - Elon Gold - Tracey Gold - Bill Goldberg - Whoopi Goldberg - Jeff Goldblum - Akiva Goldsman - Jenette Goldstein - Jonathan Goldstein (igralec) - Tony Goldwyn - Bob Golic - Nick Gomez - Selena Gomez - Thomas Gomez - Myrtle Gonzalez - Miriam Gonzalez - Nicholas Gonzalez - Meagan Good - John Goodman - Ginnifer Goodwin - Laurel Goodwin - Nathaniel Carl Goodwin - Alicia Goranson - Barry Gordon - Gale Gordon - Keith Gordon - Ruth Gordon - Karen Lynn Gorney - Frank Gorshin - Mark-Paul Gosselaar - Gilbert Gottfried - Jetta Goudal - Lloyd Gough - Robert Goulet - Betty Grable - Maggie Grace - Topher Grace - David Graf - Gary Graham - Heather Graham - Lauren Graham - Ronny Graham - Gloria Grahame - Kelsey Grammer - Ethel Grandin - Farley Granger - Valentine Grant - Cary Grant - Faye Grant - Lee Grant - Bonita Granville - Charles Grapewin - Karen Grassle - Marianne Gravatte - Peter Graves (igralec) - Coleen Gray - Erin Gray - Linda Gray - Spalding Gray - Sprague Grayden - Billy Green Bush - Brian Austin Green - Seth Green - Bryan Greenberg - Sandy Greenberg - Ashley Greene - Jane Greer - Virginia Gregg - Andre Gregory - James Gregory (igralec) - Justine Greiner - Jennifer Grey - Joel Grey - Virginia Grey - Zena Grey - Richard Grieco - David Alan Grier - Pam Grier - Jon Gries - Eddie Griffin - Nikki Griffin - Andy Griffith - James Griffith - Melanie Griffith - Thomas Ian Griffith - Tammy Grimes - Charles Grodin - Max Grodénchik - Arye Gross - Greg Grunberg - Saverio Guerra - Lisa Guerrero - Christopher Guest - Lance Guest - Carla Gugino - Ann Morgan Guilbert - Texas Guinan - Clu Gulager - Sean Gullette - Devon Gummersall - Sean Gunn - Bob Gunton - Jasmine Guy - Jack Guzman - Fred Gwynne - Jake Gyllenhaal - Maggie Gyllenhaal - 